# Power Spikes II
Power Spikes II (パワー スパイクスII?, Pawā Supaikusu II) è un videogioco sportivo del 1994 sviluppato dalla Video System sfruttando l'hardware Neo Geo, il che lo rende pubblicato da SNK. Prima dell'uscita doveva intitolarsi Super Volley '94, ed era presente un prototipo del gioco stesso con questo nome.
È l'ultimo capitolo della saga arcade di giochi di pallavolo della Video System, e il titolo attinge in pieno da Hyper V-Ball, produzione della filiale statunitense McO'River pubblicata nel 1992 su piattaforma Super Nintendo.

## Modalità di gioco
Power Spikes II riporta il gameplay dei precedenti capitoli della serie aggiungendo una maggiore velocità del gioco, sprite di dimensioni maggiori e la presenza di dati anagrafici relativi ad ogni giocatore di ogni squadra, mettendo in evidenza il fatto che i giocatori sono ispirati da quelli reali di quell'anno: infatti i nomi sono storpiature di quelli veri. È stato depotenziato il pallonetto, che in Power Spikes risultava micidiale.
L'innovazione maggiore è la presenza ad inizio partita della possibilità di scegliere tra il "World League Maschile", il "World Grand Prix Femminile" e l'"Hyper League", un torneo speciale dallo stile fantascientifico dove si sfidano squadre miste di maschi e femmine che giocano con particolari armature, in grado di imprimere effetti incredibili al pallone; i tiri speciali sono realizzabili in fase di servizio e di schiacciata con particolari combinazioni del controllo multidirezionale che ricordano le mosse speciali dei videogiochi picchiaduro; con la modalità Hyper League il punteggio è rappresentato da una barra d'energia per squadra che cala per ogni punto subito, e a seconda della potenza dell'attacco portato la squadra che subisce il punto può perdere più o meno energia. Le mosse speciali variano da squadra a squadra.
Durante la semifinale e la finale non sarà più presente l'indicatore della zona dove l'avversario attaccherà.

### Maschi e femmine

#### Squadre selezionabili
- Italia maschile e Italia femminile
- Regno Unito maschile e Regno Unito femminile
- Francia maschile e Francia femminile
- Stati Uniti d'America maschile e Stati Uniti d'America femminile
- Spagna maschile e Spagna femminile
- Germania maschile e Germania femminile
- Corea del Sud maschile e Corea del Sud femminile
- Cina maschile e Cina femminile

#### Squadre non selezionabili
- Giappone maschile e Giappone femminile
- Russia maschile e Russia femminile
- Cuba maschile e Cuba femminile
- Brasile maschile e Brasile femminile

### Hyper League
- Lethal Machines
- Metal Breakers
- Power Spikers
- Turbo Force
- Neo Crashers
- Steel Strikers
- Iron Fangs
- Grooscaps

Nell'Hyper League a ricoprire il ruolo dell'arbitro c'è un robot chiaramente ispirato da Numero 5 del film Corto circuito.

## Serie
- Super Volleyball (1989)
- Power Spikes (1991)
- Power Spikes II (1994)

## Curiosità
- Sullo sfondo sono presenti dei cartelloni pubblicitari che recano i nomi storpiati di aziende realmente esistenti come Asics, Molten e Mizuno.